# Ішіалгія
Ішіалгія, ішіас, також сіднична невралгія (лат. sciatica) — це біль, що йде вниз по нозі від поперекової частини спини. Цей біль може поширюватися на задню, зовнішню або передню частину ноги. Виникає раптово після таких дій, як підняття важких речей, також може починатись поступово. Біль часто описують як стріляючий. Частіше симптоми проявляються лише на одній стороні тіла. Проте певні причини можуть призвести до болю з обох боків. Іноді спостерігається біль у попереку. Слабкість або оніміння можуть виникнути в різних частинах ураженої ноги та стопи.
Близько 90 % ішіалгії викликано грижею міжхребцевого диска, коли хребець тисне на один з корінців поперекового або крижового нерва. Спондилолістез, стеноз хребта, синдром грушоподібного м'яза, пухлини таза та вагітність є іншими можливими причинами радикуліту. Тест на підняття прямої ноги часто допомагає в діагностиці. Тест позитивний, якщо при піднятті ноги в положенні лежачи на спині, біль стріляє нижче коліна. У більшості випадків медична візуалізація не потрібна. Однак візуалізацію можна отримати, якщо порушена функція кишки або сечового міхура, спостерігається значна втрата чутливості або слабкість, симптоми є тривалими або є занепокоєння щодо пухлини чи інфекційного захворювання. Подібні симптоми можуть дати захворювання кульшового суглоба та інфекції, наприклад ранній оперізувальний герпес (до утворення висипу).
Початкове лікування зазвичай включає знеболювальні препарати. Однак доказів ефективності знеболювальних і м'язових релаксантів бракує. Загалом рекомендується, щоб люди продовжували звичайну діяльність у міру своїх можливостей. Часто, щоб позбутися ішіасу, потрібен час; приблизно у 90 % людей симптоми проходять менш ніж за шість тижнів. Якщо біль сильний і триває більше шести тижнів, операція може бути варіантом. Хоча хірургічне втручання часто прискорює полегшення болю, його довгострокові переваги неясні. Хірургічне втручання може знадобитися, якщо виникають ускладнення, такі як втрата нормальної функції кишки або сечового міхура. Багато методів лікування, включаючи кортикостероїди, габапентин, прегабалін, акупунктуру, тепло або лід і маніпуляції на хребті, мають обмежені або недостатні докази їх використання.
Залежно від того, яке визначення прийнято, від 1 % до 40 % людей мають ішіас у певний момент часу протягом свого життя. Ішіалгія найчастіше зустрічається у віці від 40 до 59 років, у чоловіків частіше, ніж у жінок. Стан відомий з давніх часів. Перше відоме використання слова sciatica датується 1451 роком.

## Визначення

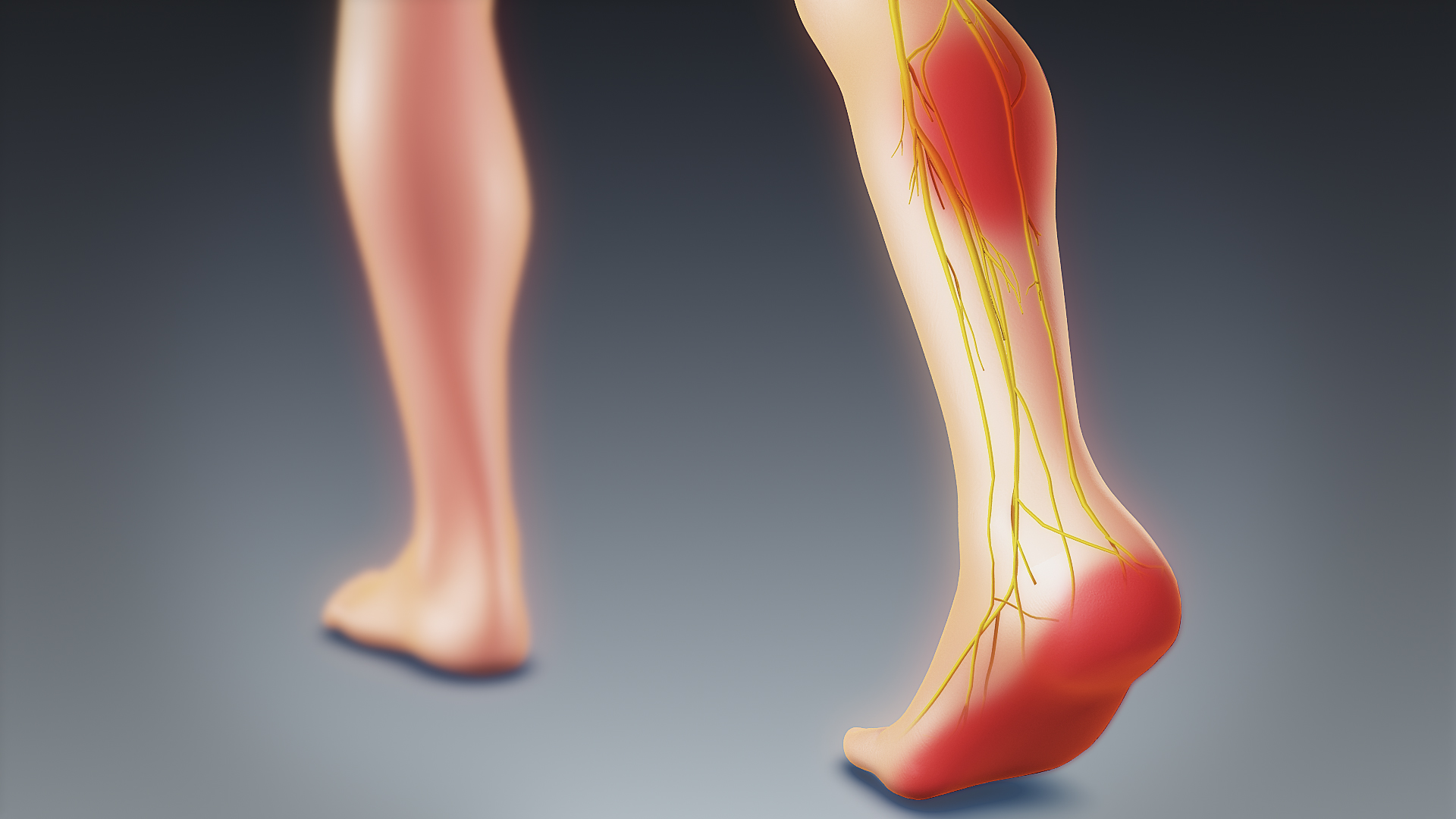
Ішіас часто викликає біль, який віддає вниз по нозі

Термін «ішіалгія» зазвичай описує симптом — поширення болю вздовж сідничного нерва — а не конкретний стан, хворобу чи захворювання. Деколи ним позначають будь-який біль, що починається в нижній частині спини і йде вниз по нозі. Біль характеризують як стріляючий або схожий на удар, що швидко поширюється по ходу уражених нервів. В інших випадках цей термін використовують як діагноз (тобто вказівку на причинно-наслідковий зв'язок) нервової дисфункції, спричиненої компресією одного або кількох поперекових або крижових нервових корінців через грижу диска хребта. Біль зазвичай виникає в області дерматома і опускається нижче коліна до стопи. Супутніми симптомами можуть бути неврологічні порушення, такі як слабкість, оніміння і послаблення чутливості.

## Причини

### Фактори ризику
Факторами ризику розвитку ішіасу можуть бути куріння, ожиріння, професійні навантаження та силові види спорту, де задіяні м'язи спини та піднімання ваги. Фактори ризику, на які неможливо вплинути, включають вік, приналежність до чоловічої статі та особисту історію болю в попереку.

### Грижа міжхребцевого диска
Міжхребцева грижа, коли хребці стискають один з корінців поперекового або крижового нерва, є найчастішою причиною ішіалгії, присутня приблизно в 90 % випадків. Це особливо вірно для осіб, молодших ніж 50 років. Грижа диска найчастіше виникає під час підняття тягарів. Зазвичай біль посилюється під час нахилу вперед або сидіння та зменшується під час лежання чи ходьби.

### Стеноз хребта
Інші причини компресії хребта включають стеноз поперекового відділу хребта, стан, при якому спинномозковий канал, простір, через який проходить спинний мозок, є завузьким та стискає спинний мозок, кінський хвіст або корінці сідничного нерва. Це звуження може бути спричинене кістковими шпорами, спондилолістезом, запаленням або грижею міжхребцевого диска, що зменшує доступний простір для спинного мозку, таким чином затискаючи та подразнюючи нерви спинного мозку при їх переході у сідничний нерв. Це найчастіша причина після 50 років. Біль у сідничному нерві внаслідок стенозу хребта найчастіше виникає під час стояння, ходьби або сидіння протягом тривалого періоду часу та зменшується при нахилі вперед. Однак у важких випадках біль може виникати в будь-якому положенні або діяльності. Зменшити біль найчастіше можна, відпочивши.

### Синдром грушоподібного м'яза
Синдром грушоподібного м'яза — це стан, який, залежно від аналізу, варіюється від «дуже рідкої» причини до спричинення до 8 % болю в попереку чи сідницях. У 17 % людей сідничний нерв проходить через грушоподібний м'яз, а не під ним. Коли грушоподібний м'яз скорочується або спазмується через травму або надмірне навантаження, вважається, що це спричиняє стиснення сідничного нерва. Синдром грушоподібного м'яза в просторіччі називають «ішіасом гаманця», оскільки нібитогаманець, який носить у задній кишені штанів, притискає сідничні м'язи та сідничний нерв, коли його власник сідає. Синдром грушоподібного м'яза можна запідозрити як причину ішіалгії, коли корінці спинномозкових нервів, що входять до сідничного нерва, є нормальними та немає грижі міжхребцевого диска.

### Глибокий сідничний синдром
Глибокий сідничний синдром — це недискогенне защемлення позатазового сідничного нерва в глибокому сідничному просторі. Синдром грушоподібного м'яза колись був традиційною моделлю защемлення сідничного нерва в цій анатомічній області. Розуміння недискогенного защемлення сідничного нерва суттєво змінилося з покращенням знань про задню анатомію стегна, кінематику нерва та з прогресом в ендоскопічних методах дослідження сідничного нерва. В даний час відомо багато причин защемлення сідничного нерва, таких як фіброзні смуги, що обмежують рухливість нерва, які не пов'язані з грушоподібним м'язом у глибокому сідничному просторі. Глибокий сідничний синдром був описаний як вдосконалена класифікація багатьох різних причин защемлення сідничного нерва в цій анатомічній області. Синдром грушоподібного м'яза зараз вважається одним з багатьох різновидів глибокого сідничного синдрому.

### Ендометріоз
Сідничний ендометріоз, який також називають катаменіальним або циклічним ішіасом, є ішіасом, причиною якого є ендометріоз. Його статитсика невідома. Діагноз зазвичай ставлять за допомогою МРТ або КТ- мієлографії.

### Вагітність
Ішіас також може виникнути під час вагітності, особливо на пізніх термінах, в результаті тиску ваги плода на сідничний нерв під час сидіння або під час судом у ногах. Хоча більшість випадків не завдає прямої шкоди жінці чи плоду, непряма шкода може виникнути через оніміння ніг, що може спричинити втрату рівноваги та падіння. Стандартного лікування радикуліту, спричиненого вагітністю, не існує.

### Інше
Біль, який не зменшується в положенні лежачи, свідчить про немеханічну причину, таку як рак, запалення або інфекція. Ішіалгія може бути викликана пухлинами, що вражають спинний мозок або нервові корінці. Сильний біль у спині, що поширюється на стегна та стопи, втрата контролю над сечовим міхуром або кишкою та м'язова слабкість можуть бути результатом пухлин хребта або синдрому кінського хвоста. Травма хребта, наприклад, в результаті автомобільної аварії або сильного падіння на п'яту або сідниці, також може призвести до радикуліту. Є припущення про зв'язок із латентною бактеріальною інфекцією Cutibacterium acnes у міжхребцевих дисках, але роль, яку вона відіграє, ще не зрозуміла.

## Патофізіологія
Сідничний нерв суміщає нервові корінці L4, L5, S1, S2 і S3 у хребті. Ці нервові корінці зливаються в тазовій порожнині, утворюючи крижове сплетення, від якого відгалужується сідничний нерв. Симптоми ішіасу можуть виникати, коли є патологія в будь-якому місці вздовж цих нервів.

### Інтраспінальний радикуліт

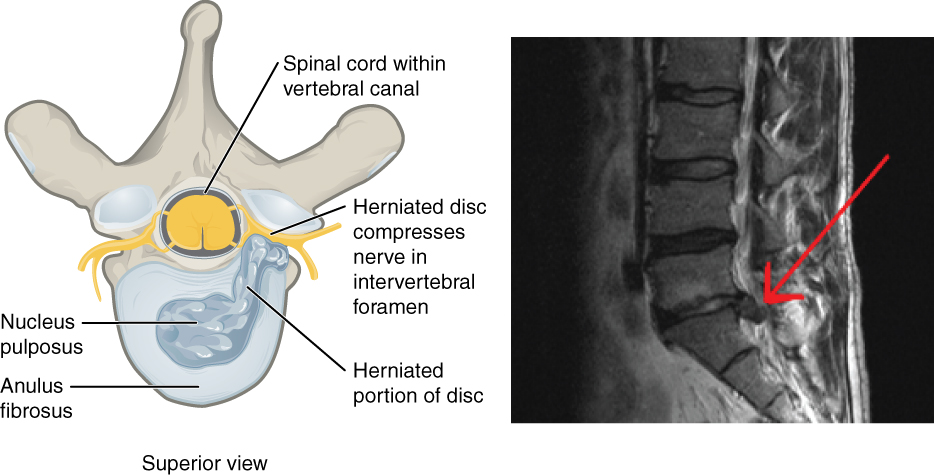
Ліворуч: зображення грижі диска хребта, вигляд зверху. Праворуч: на МРТ показано грижу диска L5-S1 (кінчик червоної стрілки), сагітальний вигляд.

Інтраспінальний, або дискогенний ішіас, це патологія хребта. У 90 % випадків ішіасу це може статися в результаті випинання диска хребта або грижі. Ішіас, як правило, спричинений компресією поперекових нервів L4 або L5 або крижового нерва S1. Рідше крижові нерви S2 або S3 можуть викликати радикуліт.
Міжхребцеві спинномозкові диски складаються із зовнішнього фіброзного кільця та внутрішнього пульпозного ядра. Фіброзне кільце утворює жорстке кільце навколо пульпозного ядра на ранньому етапі розвитку людини, і таким чином драглистий вміст пульпозного ядра міститься в диску. Диски відокремлюють спинні хребці, тим самим збільшуючи стабільність хребта та дозволяючи нервовим корінцям правильно виходити зі спинного мозку через проміжки між хребцями. З віком фіброзне кільце слабшає, що підвищує ризик його розриву. Коли є розрив фіброзного кільця, пульпозне ядро може вийти через розрив і тиснути на спинномозкові нерви спинного мозку, кінського хвоста або вихідних нервових корінців, викликаючи запалення, оніміння або нестерпний біль. Запалення тканин хребта може потім поширюватися на сусідні фасеткові суглоби та викликати фасетковий синдром, який характеризується болем у нижній частині спини та болем у задній частині стегна.
Інші причини ішіасу внаслідок защемлення спинномозкового нерва включають огрубіння, збільшення або зміщення (спондилолістез) хребців або дегенерацію диска, що зменшує діаметр бічного отвору, через який нервові корінці виходять із хребта. Коли ішіас викликаний компресією дорсального нервового корінця, це вважається поперековою радикулопатією або радикулітом, якщо супроводжується запальною реакцією.

### Екстраспінальний радикуліт

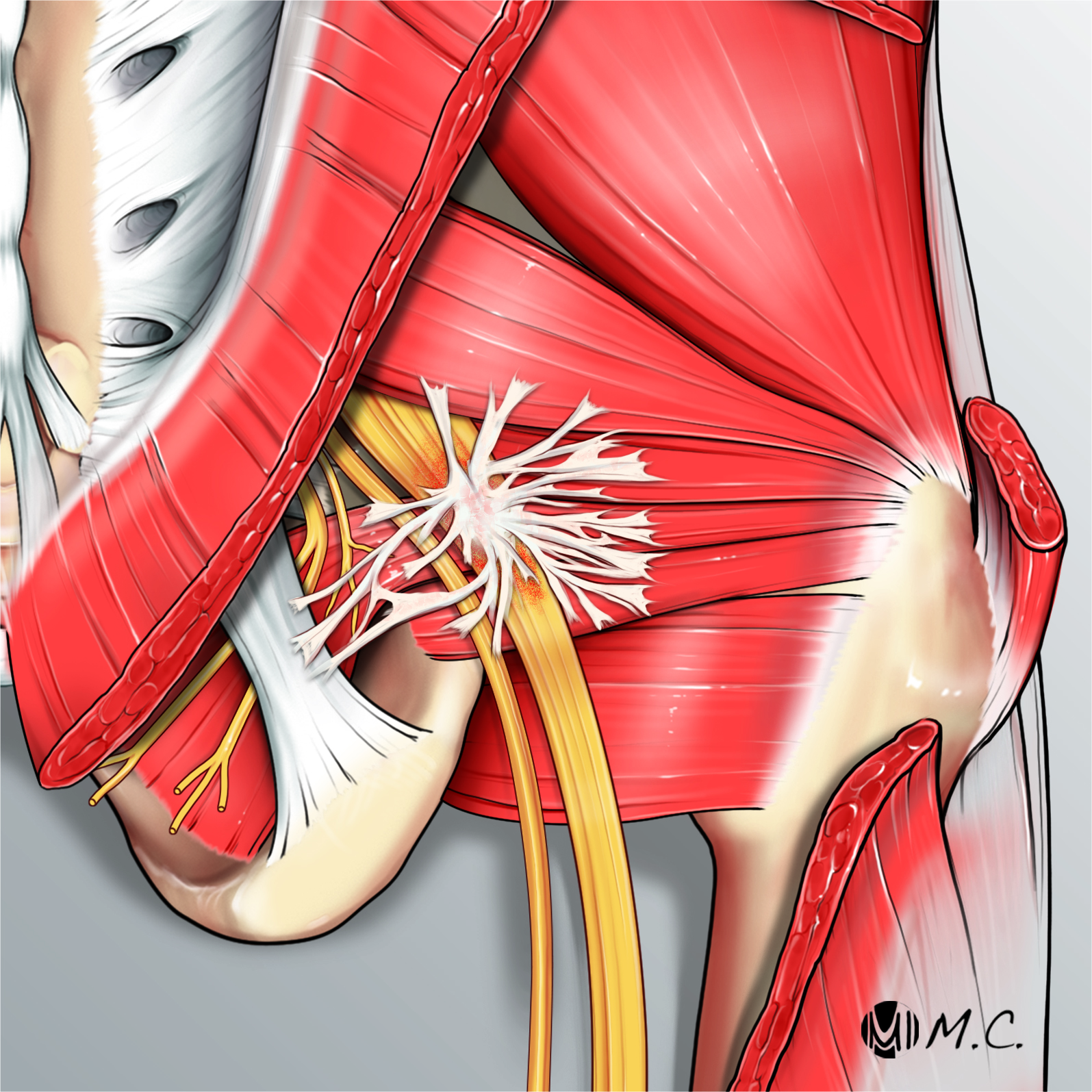
Ілюстрація фіброваскулярних смуг, що обмежують рухливість сідничного нерва в кількох напрямках, як бризки клею.

Сідничний нерв дуже рухливий під час рухів стегнами та ногою. Будь-яка патологія, яка обмежує нормальний рух сідничного нерва, може створювати ненормальний тиск, напругу або навантаження на нерв у певних положеннях або під час нормальних рухів. Наприклад, наявність рубцевої тканини навколо нерва може спричинити тракційну нейропатію.
Добре відомою м'язовою причиною екстраспінального радикуліту є синдром грушоподібного м'яза. Грушоподібний м'яз безпосередньо прилягає до сідничного нерва, коли він проходить через внутрішньотазовий простір. Патології грушоподібного м'яза, такі як пошкодження (наприклад, набряк і рубці), запалення (вивільнення цитокінів, що впливають на локальне клітинне середовище) або утворення, що займають простір (наприклад, пухлина, киста, гіпертрофія), можуть впливати на сідничний нерв. Анатомічні зміни в розгалуженні нерва також можуть спричиняти подальше стиснення сідничного нерва грушоподібним м'язом, наприклад, якщо сідничний нерв пронизує грушоподібний м'яз.
Рухливість сідничного нерва також може бути порушена за межами тазового простору, і це називається глибоким сідничним синдромом. Хірургічні дослідження виявили нові причини і місця защемлення, такі як фіброваскулярні рубцеві смуги, судинні аномалії, гетеротропне окостеніння, сідничні м'язи, м'язи підколінного сухожилля та комплекс gemelli-obturator internus. Майже в половині випадків ендоскопічних операцій фіброваскулярні рубцеві смуги були причиною защемлення, що перешкоджало руху сідничного нерва.

## Діагностика

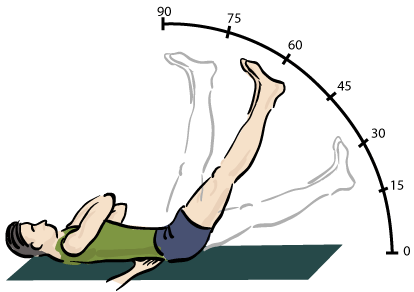
Тест з прямою ногою іноді використовується для діагностики грижі міжхребцевого диска

Ішіас зазвичай діагностується шляхом фізичного огляду та анамнезу симптомів.

### Фізичні тести
Як правило, якщо людина повідомляє про типовий іррадіюючий біль в одній нозі, а також про одну або більше неврологічних ознак натягу нервових корінців або неврологічного обмеження, можна діагностувати ішіас.
Найбільш часто використовуваним діагностичним тестом є підняття прямої ноги для відтворення симптому Ласеґа, який вважається позитивним, якщо виникає біль у районі сідничного нерва при пасивному згинанні прямої ноги між 30 і 70 градусами. Хоча цей тест є позитивним у приблизно 90 % людей із радикулітом, приблизно 75 % людей із позитивним тестом не мають радикуліту. Підняття прямої ноги, не ураженої ішіасом, може спричинити ішіас у нозі на боці ураження; це відоме як знак Фаєрштайна. Наявність ознаки Фаєрштайна є більш специфічною вказівкою на грижу диска, ніж ознака Ласеґа. Дії, що збільшують внутрішньоспинномозковий тиск, такі як кашель, згинання шиї та двобічне стиснення яремних вен, можуть тимчасово посилити біль при ішіасі.

### Медична візуалізація
Методи візуалізації, такі як комп'ютерна або магнітно-резонансна томографія, можуть допомогти в діагностиці грижі міжхребцевого диска. Користь МР-нейрографії в діагностиці синдрому грушоподібного м'яза є суперечливою.
Дискографія може використовуватися для визначення конкретного диска, який саме спричиняє біль. Дискографія передбачає введення голки в диск для визначення внутрішньодискового тиску. Потім рентгеноконтраст вводять у дисковий простір для оцінки візуальних змін, які можуть вказувати на анатомічну аномалію диска. Фіксація болю особи під час дискографії також є діагностичною ознакою.

### Диференційна діагностика
Підозра на рак може мати підстави, якщо він був в анамнезі, якщо є незрозуміла втрата ваги або невпинний біль. Спинномозковий епідуральний абсцес частіше зустрічається у тих, хто страждає на цукровий діабет чи імунодефіцит, або у тих, хто переніс операцію на хребті, ін'єкції чи катетер; це зазвичай викликає гарячку, лейкоцитоз і підвищену швидкість осідання еритроцитів. Якщо є підозра на рак або спинномозковий епідуральний абсцес, для підтвердження рекомендується термінова магнітно-резонансна томографія. Проксимальна діабетична нейропатія зазвичай вражає людей середнього та літнього віку з добре контрольованим цукровим діабетом 2 типу; починається раптово, викликає біль, як правило, у кількох дерматомах, за яким швидко настає слабкість. Діагностика зазвичай передбачає проведення електроміографії та люмбальної пункції. Оперізуючий герпес частіше зустрічається у людей похилого віку та з ослабленим імунітетом; Як правило, біль супроводжується появою висипу з маленькими пухирцями вздовж одного дерматома. Гостра радикулопатія Лайма може виникнути в анамнезі активного відпочинку на свіжому повітрі в теплі місяці в імовірних місцях поширення кліщів протягом попередніх 1–12 тижнів. У США хвороба Лайма найбільш поширена у Новій Англії та Середньоатлантичних штатах, а також у частинах Вісконсіна та Міннесоти, але вона поширюється й на інші території. Першим проявом зазвичай є висип, що розростається, імовірно, супроводжується грипоподібними симптомами. Хвороба Лайма також може викликати більш легку, хронічну радикулопатію в середньому через 8 місяців після гострого захворювання.

## Лікування
Ішіас можна лікувати різними методами з метою відновлення нормального функціонального стану та якості життя людини. Коли причиною ішіасу є грижа міжхребцевого диска (90 % випадків), у більшості випадків самостійно проходить протягом тижнів або місяців. Початкове лікування в перші 6–8 тижнів має бути консервативним. Понад 75 % випадків ішіасу лікуються без операції. Курцям із радикулітом настійно рекомендується кинути палити, що сприятиме одужанню. Лікування основної причини здавлення нерва необхідне у випадках епідурального абсцесу, епідуральних пухлин і синдрому кінського хвоста.

### Фізична активність
Фізична активність часто рекомендована для консервативного лікування ішіасу фізично працездатним людям. Однак різниця в результатах між фізичною активністю та постільним режимом не була повністю з'ясована. Покази для фізіотерапії при ішіасі неоднозначні, хоча в принципі такі програми безпечні. Зазвичай фізіотерапія використовується як стандартна частина лікування. Користь методик мобілізації нервів для сідничного нерва підтверджуються численними доказами.

### Ліки
Немає єдиної схеми лікування ішемічного радикуліту. Доказів, що підтверджують використання опіоїдів і міорелаксантів, мало. Докази низької якості вказують на те, що НПЗЗ, здається, не полегшують миттєвий біль, і всі НПЗЗ, здається, майже еквівалентні за своєю здатністю полегшувати ішіас. Тим не менш, НПЗЗ зазвичай рекомендують як першочергове лікування при ішіасі. У пацієнтів із ішіасом через синдром грушоподібного м'яза ін'єкції ботулотоксину можуть зменшити біль і покращити функцію. Хоча існує мало доказів, що підтверджують використання епідуральних або системних стероїдів, системні стероїди можуть бути запропоновані особам із підтвердженою грижею диска, якщо є протипоказання до застосування НПЗП. Докази низької достовірності підтверджують використання габапентину для полегшення гострого болю у пацієнтів із хронічним ішіасом. Протисудомні та біологічні препарати не полнгшують гострого або хронічного ішіасу. Антидепресанти продемонстрували певну ефективність у лікуванні хронічного радикуліту, і їх можна пропонувати особам, які не піддаються НПЗП.

### Хірургія
Якщо ішіас викликаний грижею міжхребцевого диска, часткове або повне видалення диска, відоме як дискектомія, має попередні докази користі в короткостроковій перспективі. Якщо причиною є спондилолістез або стеноз хребта, операція, ймовірно, забезпечує полегшення болю на термін до двох років.
Для недискогенного ішіасу хірургічне лікування, як правило, спрямоване на декомпресію нерва. Декомпресія спрямована на видалення тканин навколо нерва, які можуть стискати його або обмежувати рух нерва.

### Нетрадиційна медицина
Докази низької та середньої якості свідчать про те, що маніпуляції на хребті є ефективним методом лікування гострого радикуліту. Для хронічного ішіасу докази, що підтверджують маніпуляції на хребті як лікування, невисокої валідності. Маніпуляції на хребті були визнані загалом безпечними для лікування болю, пов'язаного з диском; проте звіти про випадки виявили зв'язок із синдромом кінського хвоста, а в цьому випадку маніпуляції протипоказані при прогресуючому неврологічному дефіциті.

## Прогноз
Приблизно від 39 % до 50 % людей з ішіасом все ще мають симптоми через один-чотири роки. В одному дослідженні близько 20 % не могли працювати протягом одного року спостереження, а 10 % перенесли операцію з приводу захворювання.

## Епідеміологічні факти
Залежно від того, яким є визначення, від 1 % до 40 % людей мають перенести ішіас у певний момент свого життя. Радикуліт найчастіше зустрічається у віці від 40 до 59 років, і чоловіки хворіють частіше, ніж жінки.